# 穆弄蝶屬
穆弄蝶屬（學名：Mucia）是弄蝶科弄蝶亞科中的一個屬。物種分佈於巴西。

## 物種
- Mucia gulala
- Mucia immaculatus
- Mucia scitula
- 穆弄蝶 Mucia zygia